# Ivan Brown
Ivan Elmore Brown (* 17. April 1908 in Keene Valley, New York; † 22. Mai 1963 in Hartford, Connecticut) war ein US-amerikanischer Bobfahrer und Olympiasieger.
Brown bildete zusammen mit seinem Partner Alan Washbond in den 1930er Jahren eines der weltweit erfolgreichsten Zweierbobteams. Sie gewannen 1935, 1938 und 1939 die nordamerikanische Meisterschaft sowie 1934, 1938 und 1939 die Meisterschaft der Amateur Athletic Union. Den größten Erfolg konnten sie bei den Olympischen Winterspielen 1936 in Garmisch-Partenkirchen feiern, als sie die Goldmedaille im Zweierbob gewannen. Später zog Brown nach Hartford, wo er viele Jahre als Maschinist arbeitete.